# 조리도서관
조리도서관은 경기도 파주시 조리읍 소재의 도서관이다.

## 연혁
- 2010년 7월 28일 조리도서관 개관
- 2012년 6월 13일 이화여자대학교 산학협력단 위탁운영

## 시설현황
- 2층: 어린이자료실, 이야기방
- 1층: 종합자료실, 연속간행물실, 시청각실, 전자정보코너

## 이용 안내
이용 시간
- 동절기(11~2월): 매일 09:00 ~ 18:00
- 하절기(3월~10월): 평일 09:00 ~ 19:00 / 주말 09:00 ~ 18:00

휴관일
- 매주 월요일
- 법정공휴일
- 도서관 사정에 의한 임시휴관일